# メキシコシティ歴史地区
メキシコシティ歴史地区（メキシコシティれきしちく、スペイン語: Centro Histórico de la Ciudad de México）はメキシコシティの中心地区である。単にセントロ（Centro）とも呼ばれる。ソカロ広場を中心とする地区で、西端はアラメダ・セントラルに至る。ソカロはラテンアメリカ最大の広場であり、最大10万人近くを収容することができる。
メキシコシティ歴史地区はクアウテモク区の中にあり、面積は9平方キロメートル強である。9000の建築物があるが、うち1550が歴史的重要性のある建物に指定されている。これらの建物の大部分は16世紀から20世紀にかけて建設された。
メキシコシティ歴史地区はアステカ帝国の首都であるテノチティトランを16世紀に征服・破壊したスペイン人が、その廃墟に今のメキシコシティを建設しはじめた場所である。アステカおよびヌエバ・エスパーニャ植民地の権力の中心として、歴史地区にはメキシコシティの歴史的建物の大部分が含まれ、また多数の博物館がある。このためにUNESCOの世界遺産に指定された。

## 歴史
メキシコシティ歴史地区は1325年に設立されたテノチティトランに大体相当する。スペイン植民地化以前のテノチティトランは計画都市として発展し、東西南北の方向に沿って道路や運河が建設され、整然とした四角なブロックが形作られていた。テノチティトランのある島はテペヤックとイスタパラパを結ぶ南北の大通りと、トラコパンと湖の堤防を結ぶ東西の大通りによって4つのカルプリと呼ばれる地区に分割された。各カルプリの名前はクエポパン、アツァクァルコ、モヨトラ、ソキパンであった。各カルプリはテクパンという議会を持ち、さらに細かく区分されていた。南北と東西の大通りの交点はアステカ世界の中心で、ここにテンプロ・マヨール、トラトアニ（皇帝）たちの宮殿、貴族たちの宮殿があった。また2種類の学校があり、テルプチカリでは世俗の学問が学ばれ、カルメカクでは神官になるための訓練が施された。スペイン人が到来した時には、モクテスマ1世とアウィツォトルによって敷設された水道や、都市の東部に建設された巨大な堤防があった。
スペイン人による征服の後、メキシコシティの建設を監督した主要な人物であるアロンソ・ガルシア・ブラボの努力のおかげで、都市の設計は基本的に変化を被らなかった。古い大通りは保存され、テナユカ通りはバイェホ通り、トラコパン通りはメヒコ＝タクバ通り、テペヤック通りはミステリオス通りと改称された。また4つの地区名にはキリスト教の聖人の名が前に加えられ、サンフアン・モヨトラ、サンタマリア・トラケチワカン、サンセバスティアン・アツァクァルコ、サンペドロ・テオパンと呼ばれるようになった。歴史的地区の大部分は破壊されたテノチティトランの瓦礫を使って建設された。
17-18世紀にスペイン人は主に鉱業と商業によって大きな富を蓄積した。この富によってイトゥルビデ宮殿やタイルの家 (Casa de los Azulejos) のような邸宅が歴史地区のあちこちに建設された。タイルの家は16世紀にアラブ様式で建てられたが、1747年にオリサバ盆地伯爵の注文によってプエブラのタラベラ・タイルが加えられた。
20世紀前半、公共教育相のホセ・バスコンセロスによって、ソカロの北および西の街路の名前の多くがラテンアメリカの国の名前に改称された。

## 主要な歴史的遺産

### ソカロ周辺
ソカロは中央広場であり、文化的・政治的イベントの場として使われてきた。ソカロの東にある国立宮殿はメキシコの大統領官邸、連邦財務省、国立公文書館として使われ、壁画によっても知られる。国立宮殿は1521年以降モクテスマ2世の宮殿の跡に、アステカ時代の建物に使われていたテソントレ (tezontle) の石を使って建てられた。本来はエルナン・コルテスの家族の所有物だったが、スペイン王が購入し、メキシコ独立までヌエバ・エスパーニャ副王の公邸として使われた。ソカロに面する中央のバルコニーの上にはドロレスの鐘が置かれ、毎年9月15日に独立を祝うために大統領によって鳴らされる。
メトロポリタン大聖堂は聖母の被昇天にささげられた聖堂で、ソカロの北にある。アステカ時代には聖域の一部をなし、主要なツォンパントリ（頭蓋骨置き場）があった。最初の教会は1524年か1526年から1532年にかけて建設され、教皇クレメンス7世によって1530年9月2日に大聖堂の地位が与えられた。建物は地盤沈下の被害を受け、1989年から2000年にかけて調整のための作業が進められた。作業中に置かれて内部を醜くしていた一時的な支柱は2000年11月28日にすべて取りのぞかれた。
テンプロ・マヨール遺跡および附属する博物館は古代の神殿であり、ソカロの北東に位置する。1520年代にエルナン・コルテスによって破壊され、その後は忘れられていた。20世紀はじめに遺跡の位置が判明したが、電気工事中にアステカの女神コヨルシャウキを描いた重さ8トンの石の円盤が発見されたのを契機に1978年に発掘の決定がなされ、複数の層からなるピラミッドが発掘された。ここは伝説によればメシカがノパル（サボテン）の上にヘビをくわえた鷲が止まっているのを見た場所であり、この様子は今もメキシコの象徴として使われている。
国営質店 (Nacional Monte de Piedad) の建物は1775年に建設され、世界最大の中古屋である。

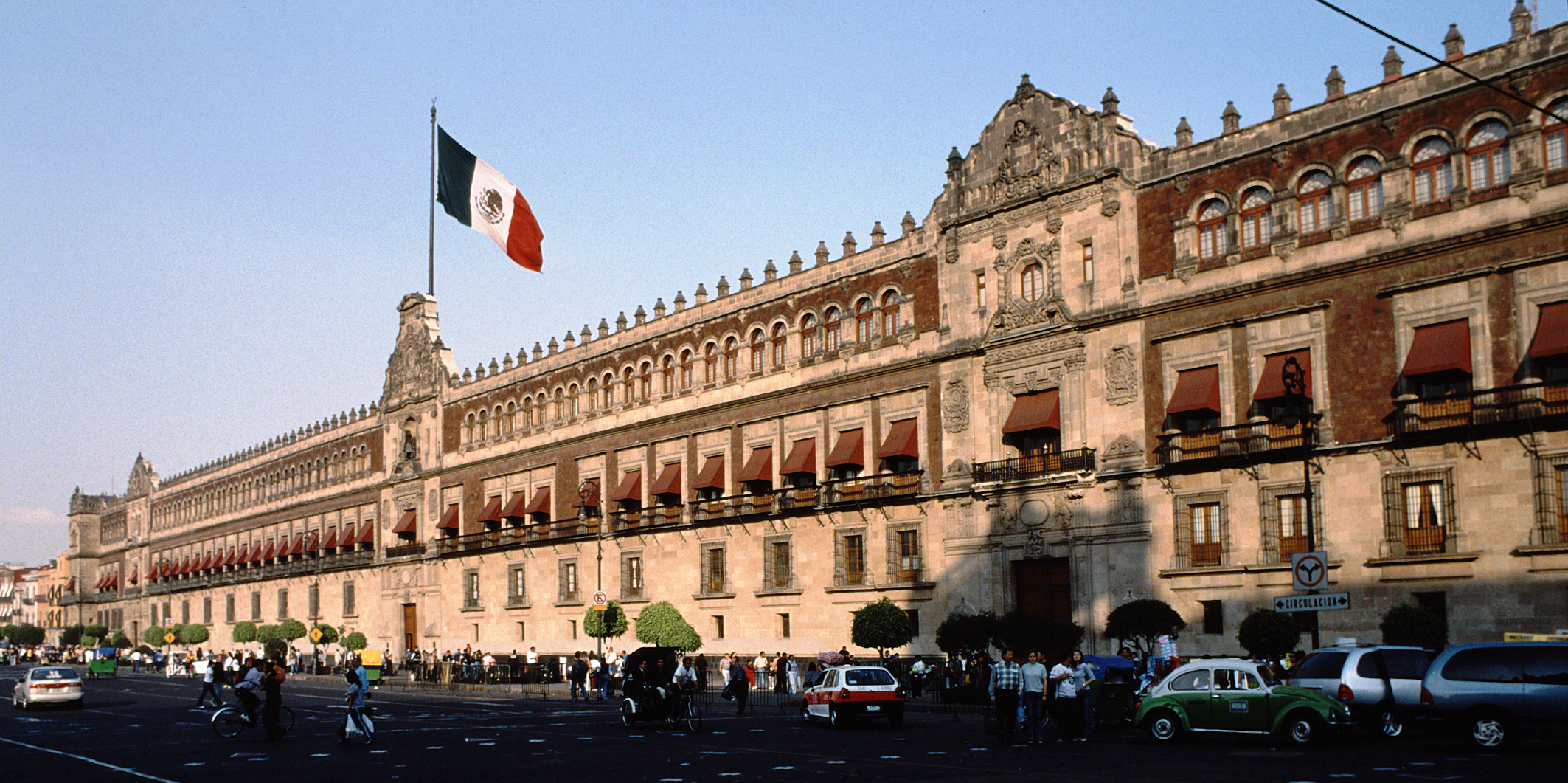
国立宮殿
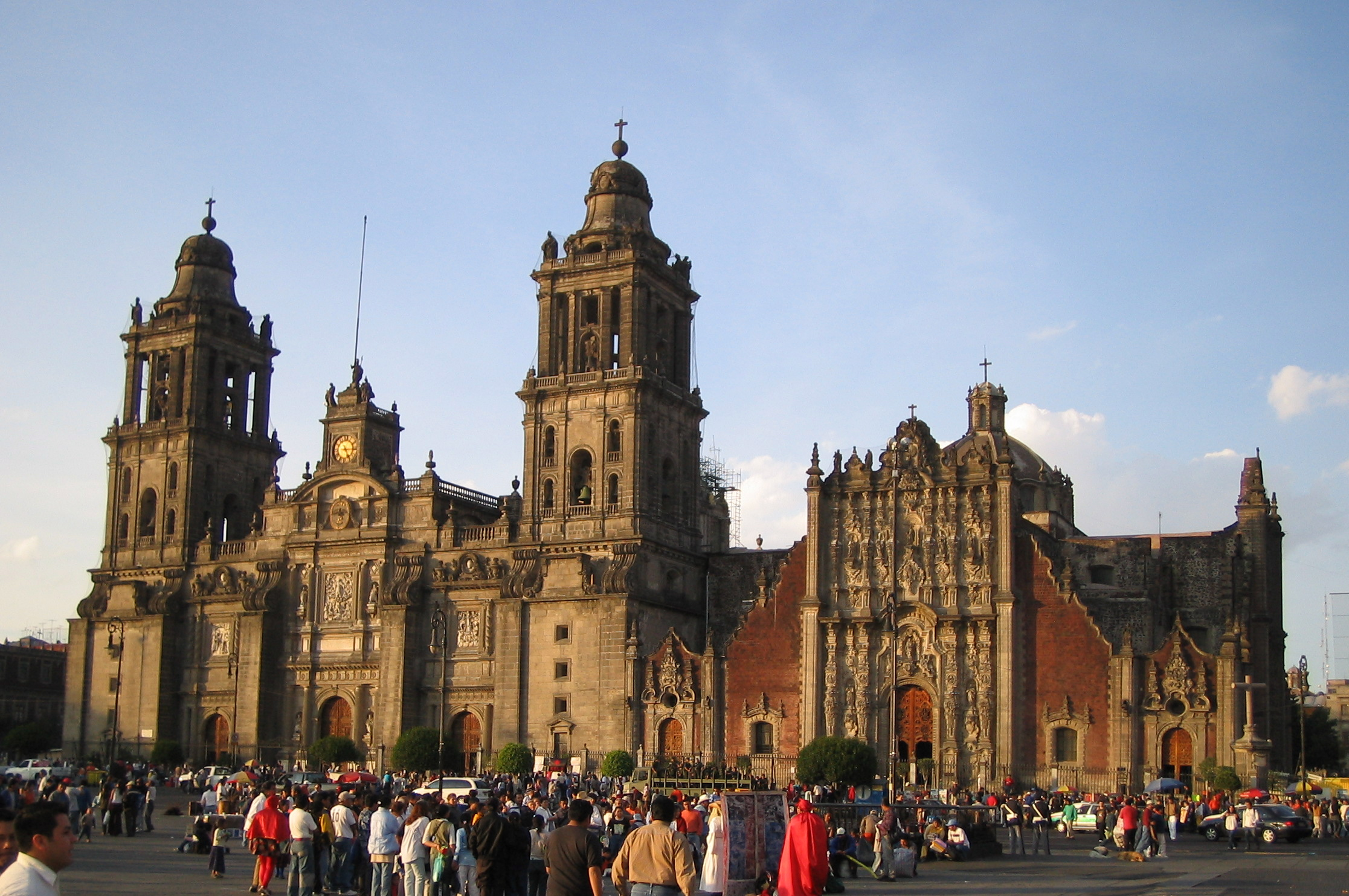
大聖堂
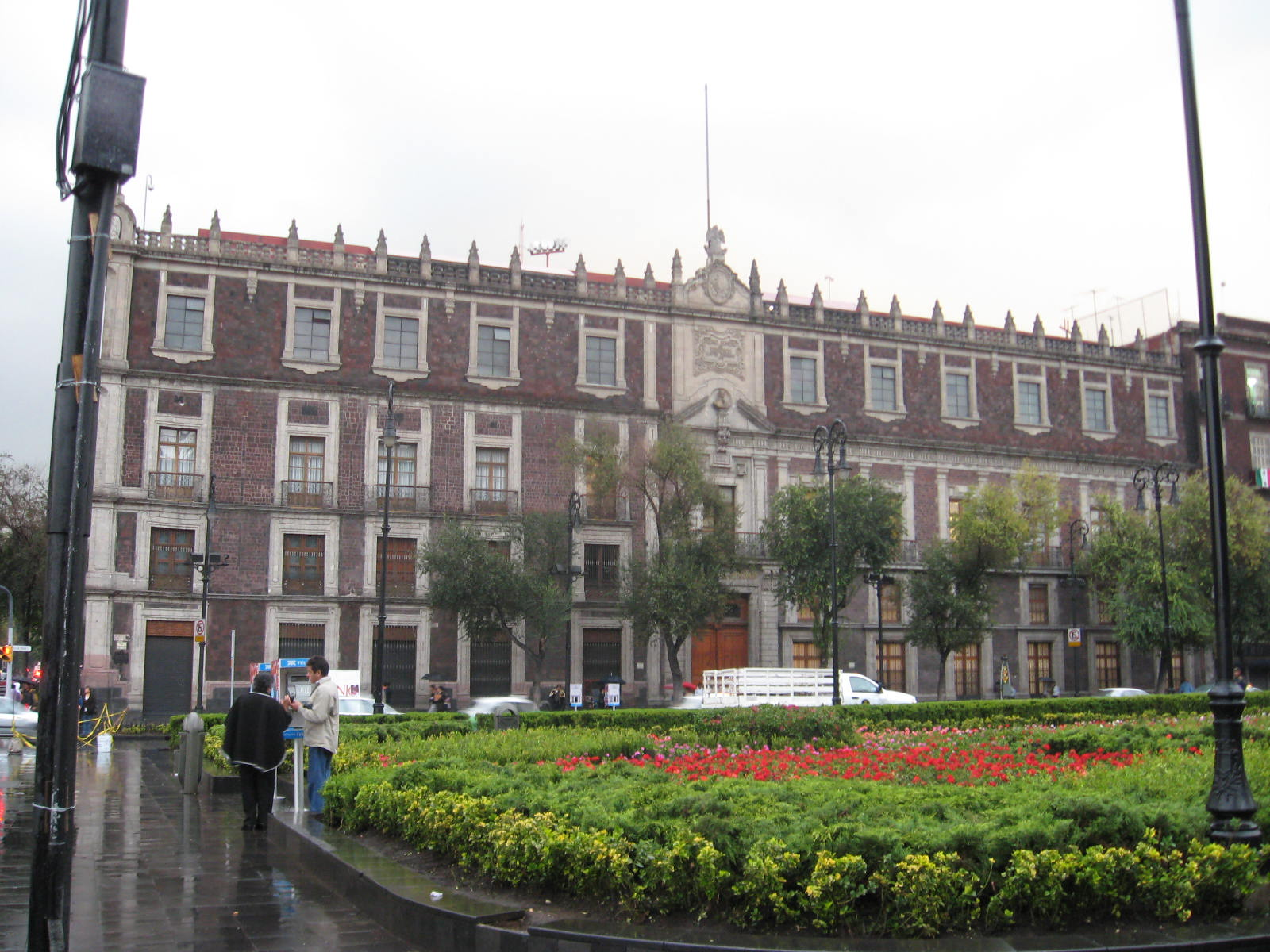
国営質店
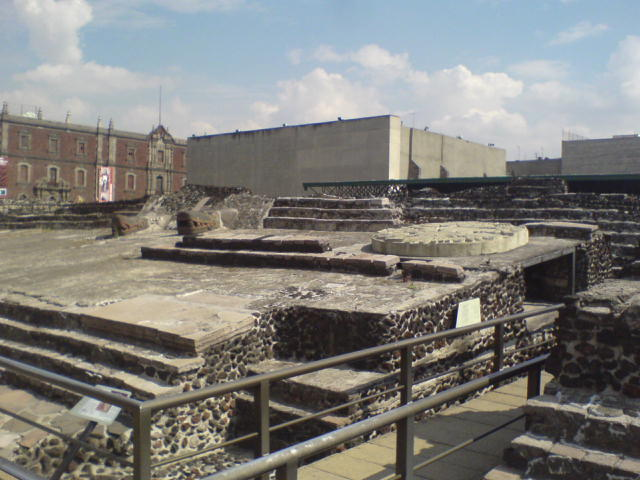
テンプロ・マヨール

### 北部

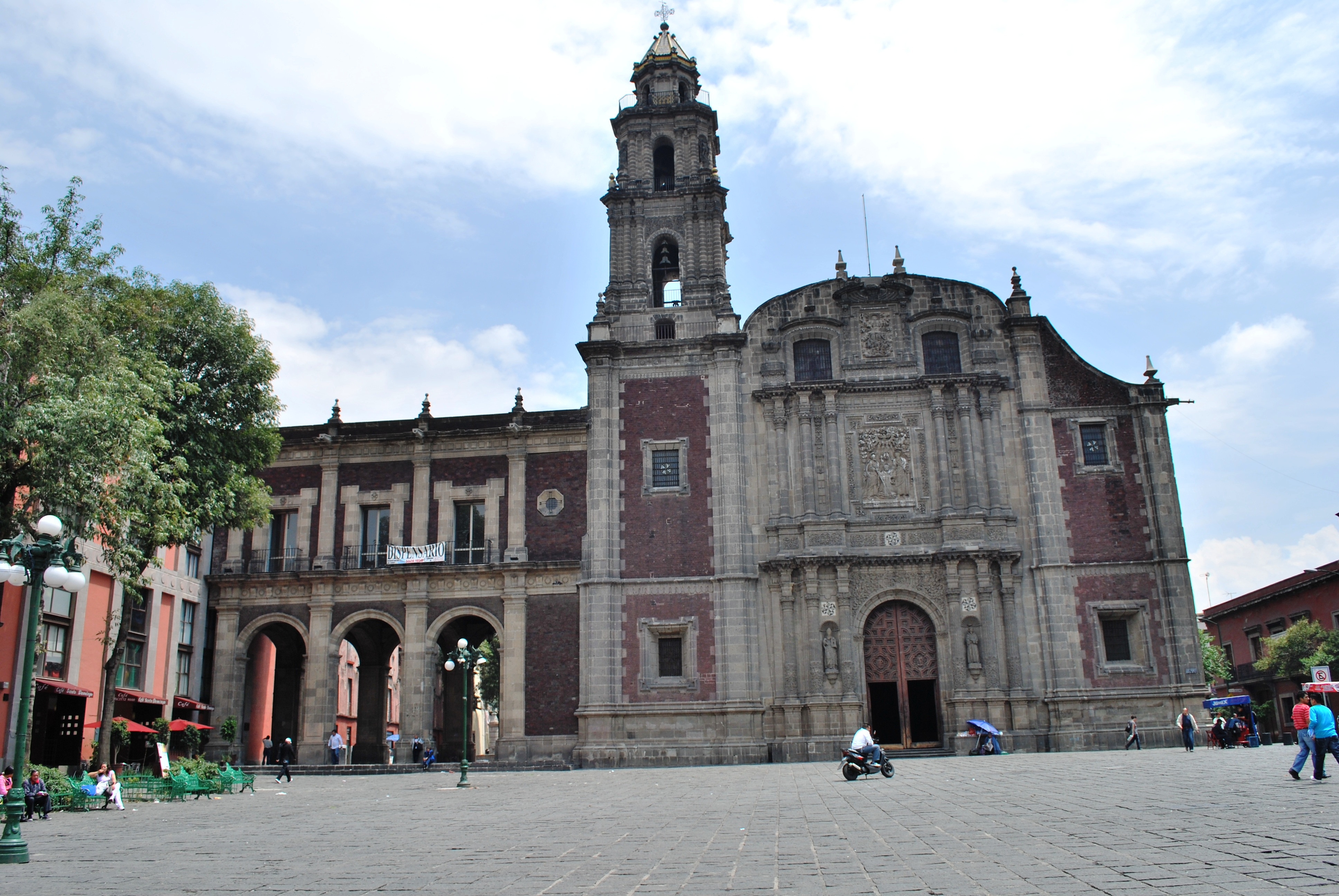
サントドミンゴ教会

サントドミンゴ教会および附属する広場は、メトロポリタン大聖堂の3ブロック北にあり、ヌエバ・エスパーニャ最古の修道院の残りである。
コレヒオ・デ・サン・イルデフォンソはメキシコ壁画運動が始められた場所とされる。もとイエズス会の有名な学校で、レフォルマ戦争後は国立大学予科(Escuela Nacional Preparatoria)として再び威信を持ったが、1978年に閉校した。建物は1994年に博物館およびカルチャー・センターとして開館した。

### 南部

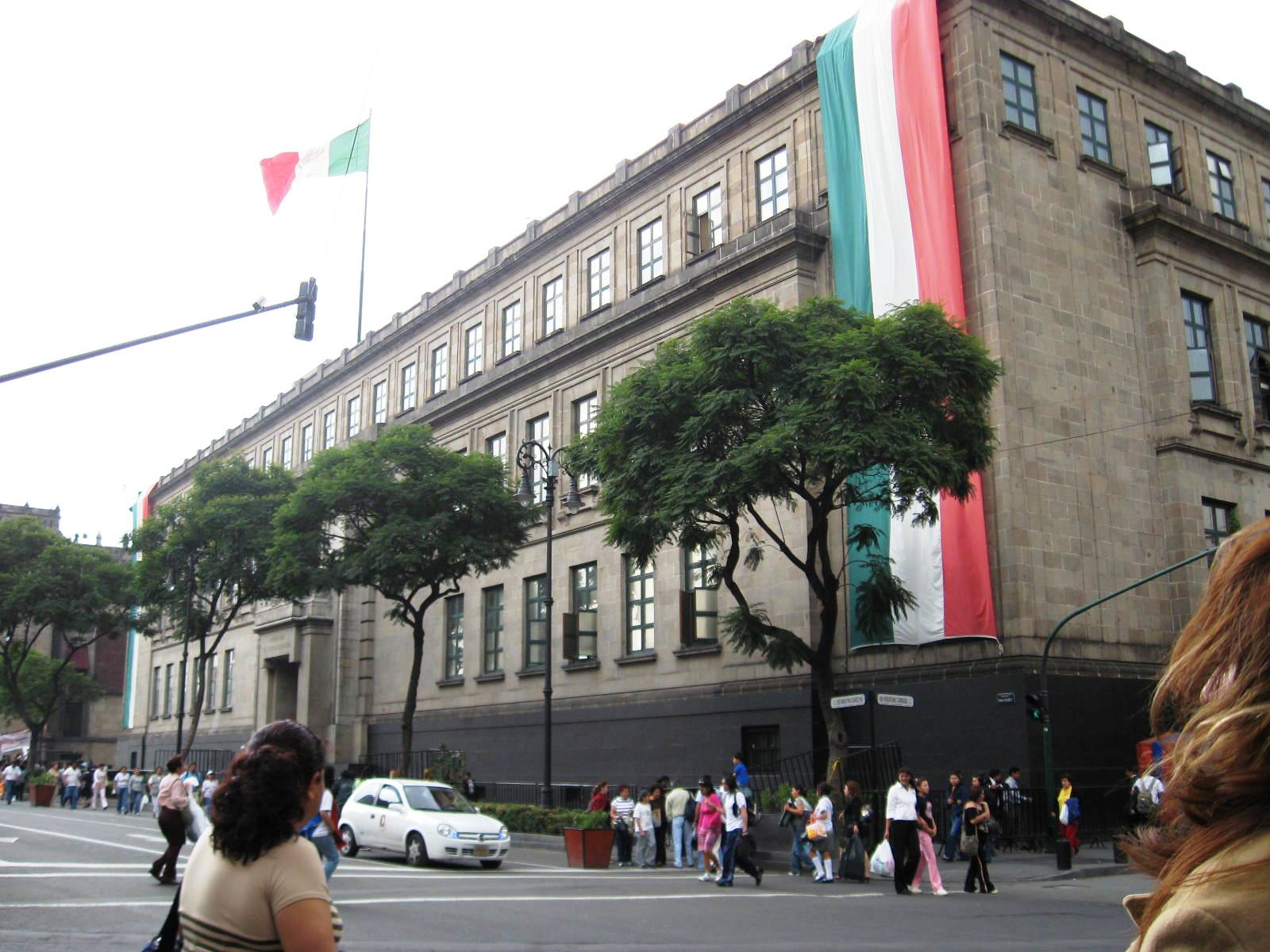
国家最高司法裁判所

ソカロのすぐ南には国家最高司法裁判所がある。この建物は1935-1941年にアントニオ・ムニョス・ガルシアによって建設された。スペイン以前にはダンサ・デ・ロス・ボラドーレス（今もパパントラで行われている）として知られる祭祀がここで行われていた。植民地時代にこの土地の所有者については争いがあったが、最終的にエル・ボラドールと呼ばれる巨大な市場になった。建物内部には1941年にホセ・クレメンテ・オロスコが描いた4枚の大きな絵がある。図書館の入口にもアメリカ合衆国の画家ジョージ・ビドルによる壁画がある。

### 西部
イトゥルビデ宮殿はもともと18世紀にサンマテオ・バルパライソ伯爵が娘の結婚式の贈り物として建てたものだが、独立後にアグスティン・デ・イトゥルビデがここに住み、ここでメキシコ初代皇帝に即位したため、今の名がついた。今はバナメックス (Grupo Financiero Banamex) 文化開発の建物となり、バナメックス文化宮殿と改称されている。
ラテンアメリカ・タワーは1956年に完成した高さ182メートル（尖塔を含む）の超高層ビルで、ペメックス・タワーが建設されるまでメキシコでもっとも高いビルだった。このビルは1957年と1985年の2つの大地震に耐えた。
国立美術館(MUNAL)は新古典主義建築の建物で、植民地以前から20世紀はじめに至るメキシコ美術の歴史を代表する作品を収蔵している。建物の前にはマヌエル・トルサ作のカルロス4世騎馬像が置かれている。カルロス4世はメキシコ独立の直前のスペイン王で、像ははじめソカロに置かれていたが、その後あちこちに移転した後、1979年に現在の場所に置かれた。台座の説明文によると、この像は王への敬意を表すためではなく、美術的価値のために保存されている。
中央郵便局 (Palacio de Correos de México) は20世紀はじめにイタリア・ルネサンス宮殿の様式で建てられ、ベジャス・アルテス宮殿の向かいに位置する。郵便局とベジャス・アルテス宮殿はともにイタリア人のアダモ・ボアリによって設計された。
アラメダ・セントラル公園はベジャス・アルテス宮殿に隣接している。緑地公園で、舗装された遊歩道と装飾的な噴水や彫像があり、しばしばイベントが開催される。アステカ時代には市場があり、スペイン人による征服の後はカトリック教会がここで異端者や魔女を火あぶりにするために使った。公園は1592年に造られた。公園内にポプラ（スペイン語でアラモ）の木が植えられたためにこの名がついた。19世紀後半にはステージとガス灯（のちに電灯）が設置された。公園の南部にはベニート・フアレス大統領の半円建造物がある。
中華街 (Barrio Chino (Mexico City)) はベジャス・アルテス宮殿のすぐ南にあるが、ごく小さい。19世紀末から20世紀はじめの中華系メキシコ移民の大部分はメキシコ人と通婚するか、1930年代に国外追放されてしまったためである。それでもメキシコシティの中国人の末裔である約3000世帯にとって中核となる地域と考えられている。

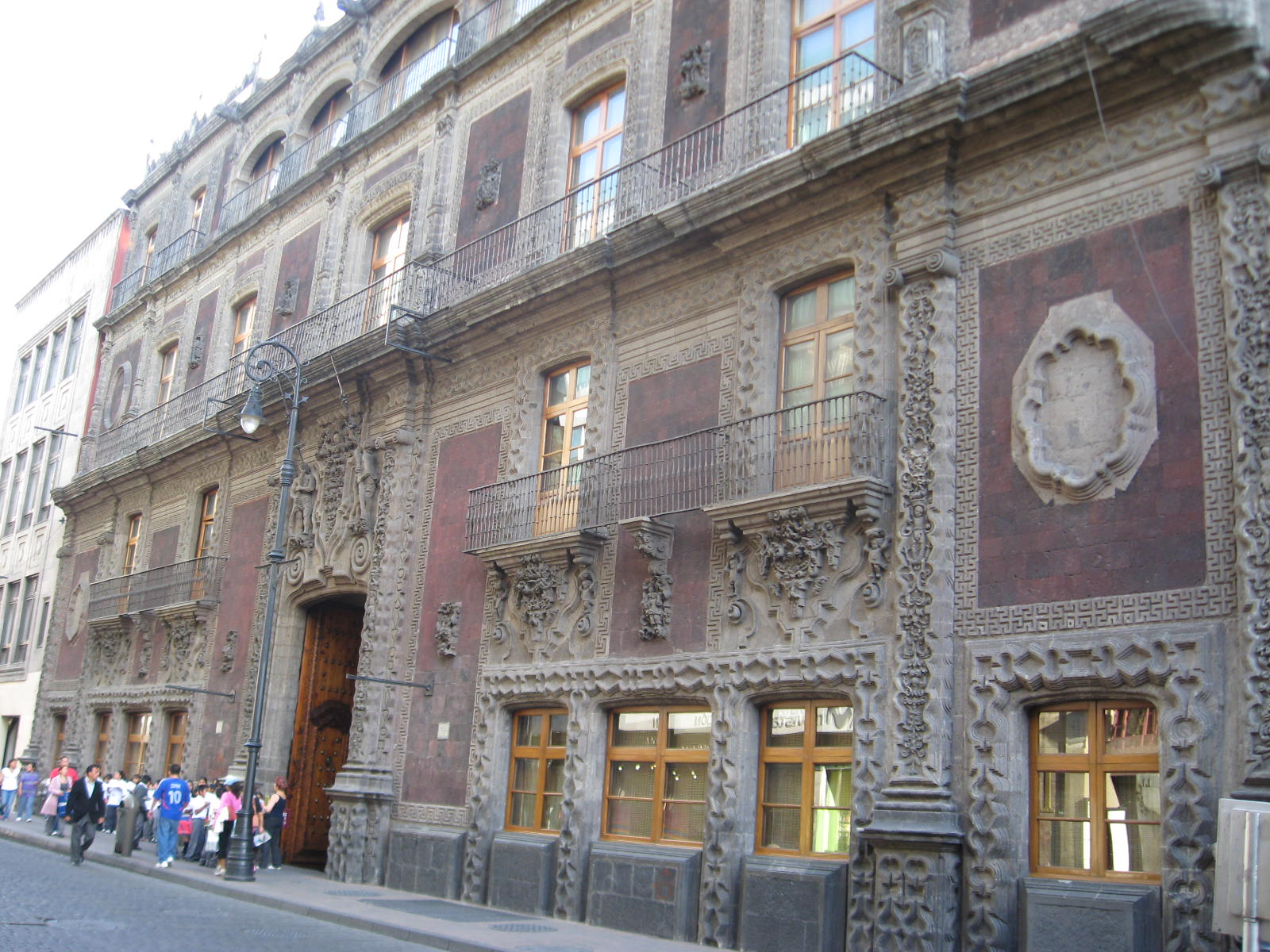
イトゥルビデ宮殿
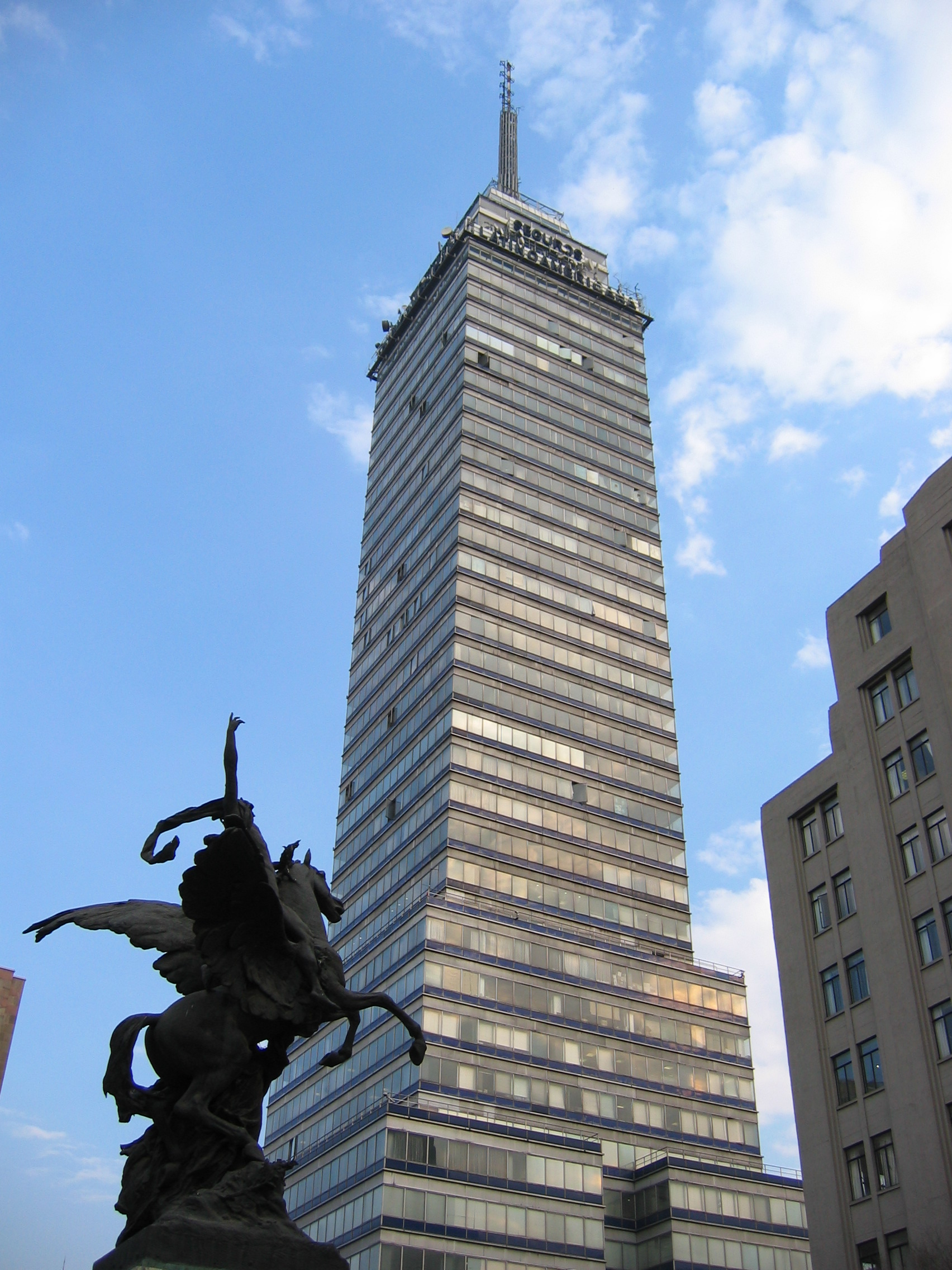
ラテンアメリカ・タワー
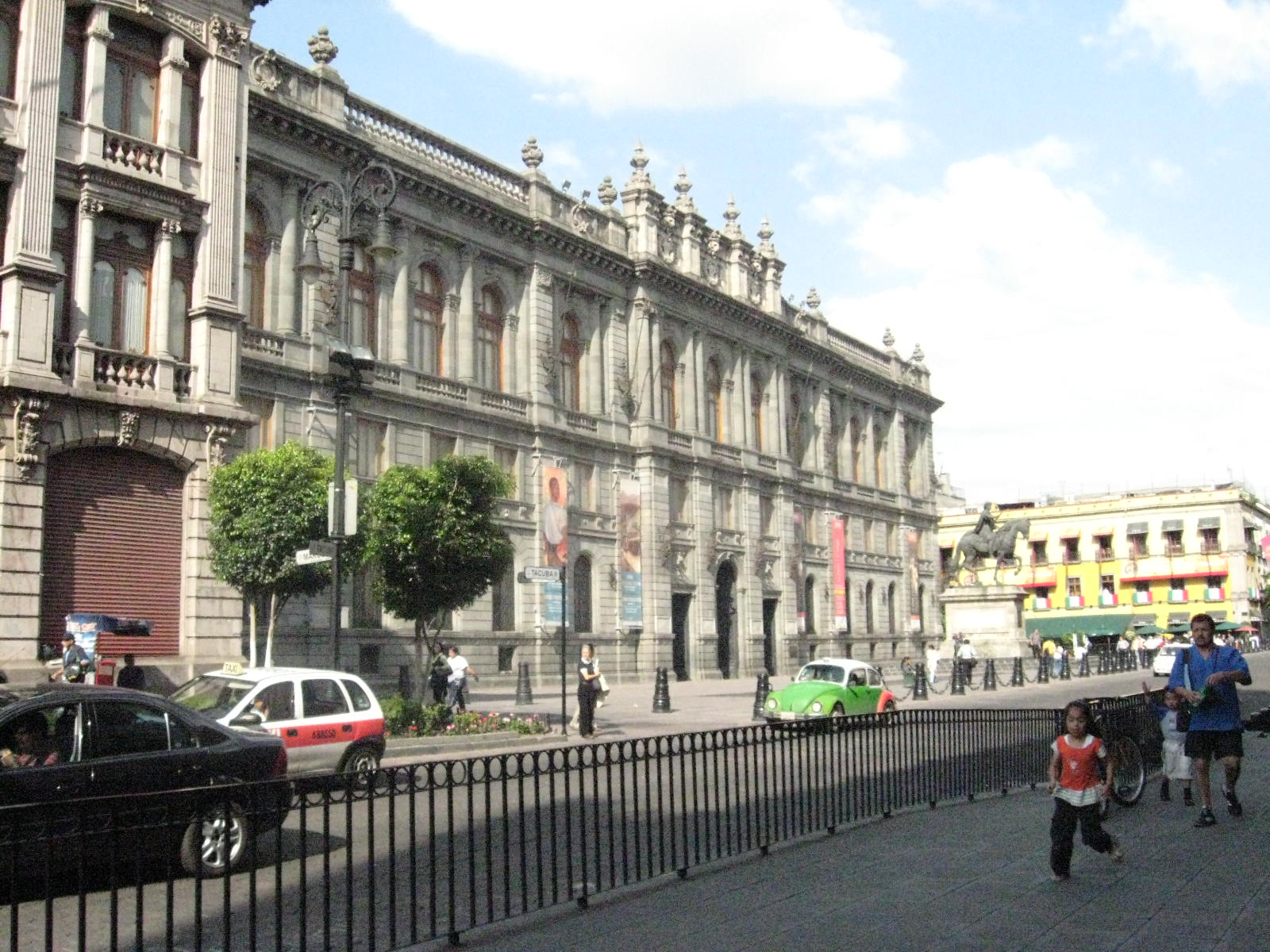
国立美術館
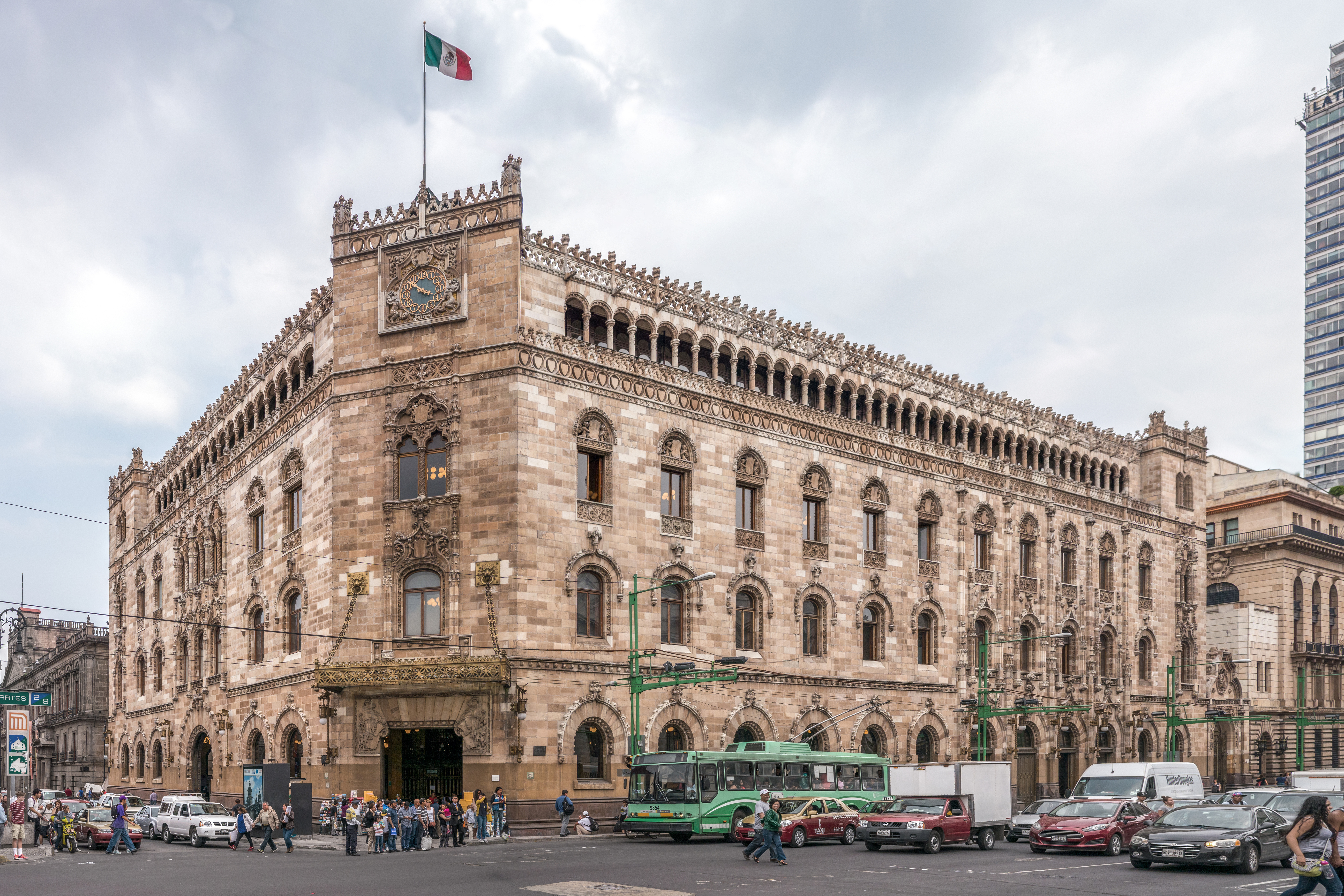
中央郵便局
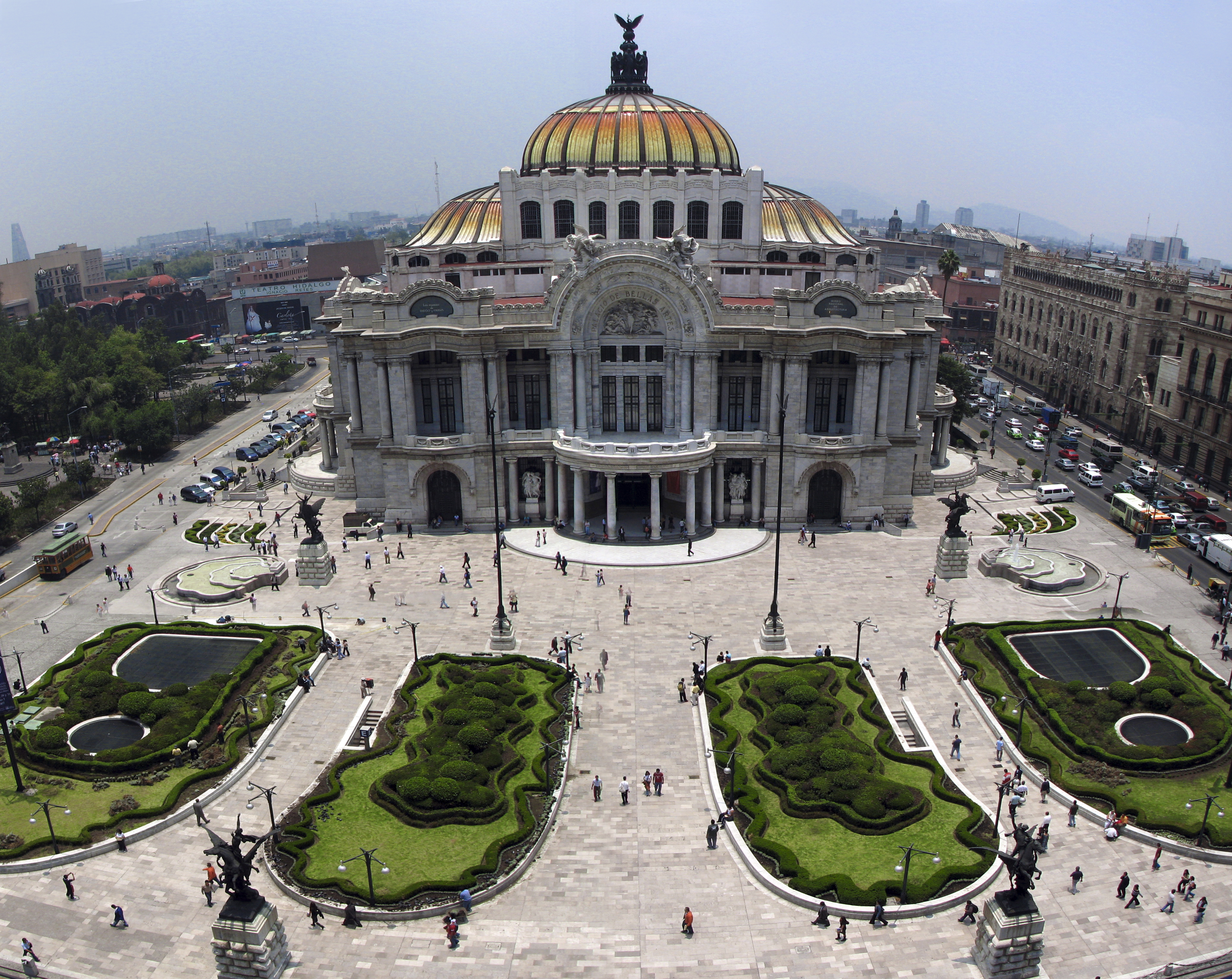
ベジャス・アルテス宮殿
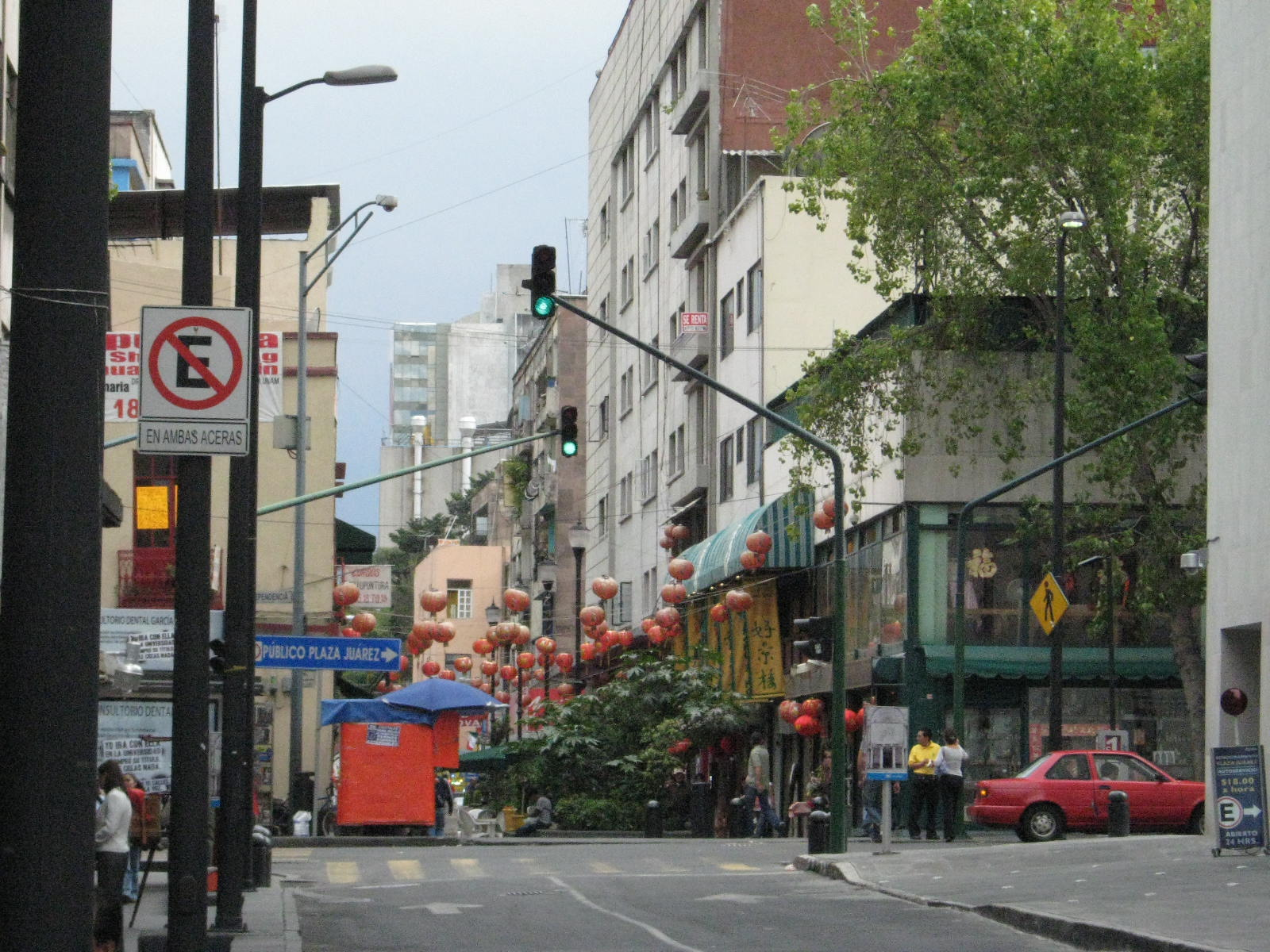
中華街入口

### 東部

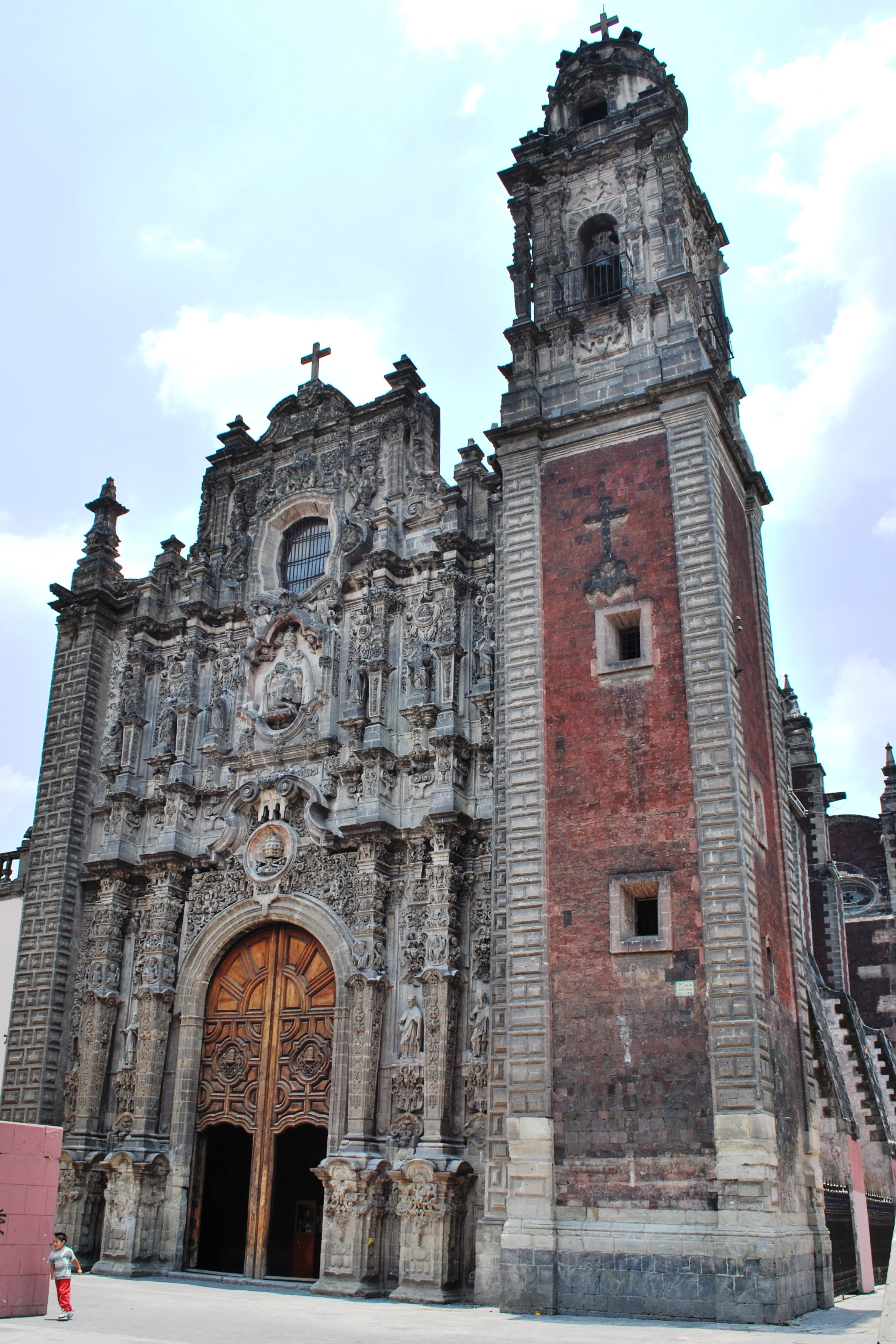
サンティシマ教会

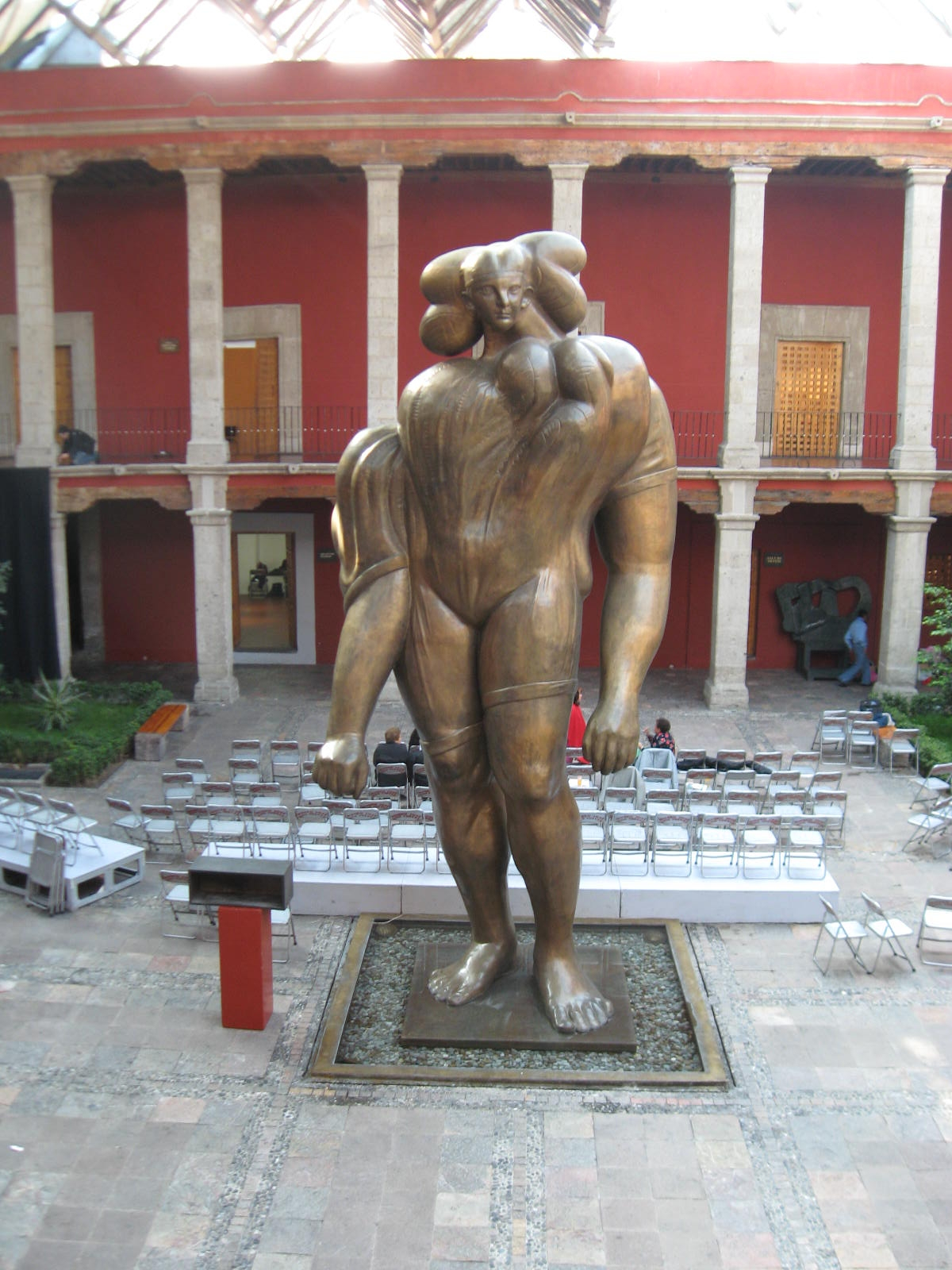
ホセ・ルイス・クエバス美術館の中庭

財務省博物館 (Museo de la Secretaría de Hacienda y Crédito Público) は、アステカのテスカトリポカ神殿を取り壊した跡地に大司教宮殿として1530年に建てられたが、1867年に財務省の会計部門の建物になった。現在はテスカトリポカ神および大規模な美術品のコレクションを所蔵している。
サンティシマ教会は正式名を至聖三位一体寺院および旧病院(Templo y Antiguo Hospital de la Santísima Trinidad)という。教会は1755-1783年に建設され、今も使われているが、病院部分は現在では個人の手にわたり、建物の一部分だけが今も保存されている。教会は建設された当時と比べて3メートルも地下に沈んでいることでも知られる。
ホセ・ルイス・クエバス美術館はソカロのすぐそばにある。建物はもと聖アグネスにささげられた教会に附属する修道院で、1600年に建てられたが、1861年に修道会は解散した。ホセ・ルイス・クエバスが自分および同時代のラテンアメリカの美術作品のための美術館として建物を購入・修復した。
アメリカ初の印刷所(Casa de la Primera Imprenta de América)の建物は1524年にヘロニモ・デ・アギラールによって建てられ、スペイン人による征服以前のテンプロ・マヨールの聖域の外壁にあたる場所にあった。